# Cecoslovacchia ai Giochi della XVI Olimpiade
La Cecoslovacchia ha partecipato ai Giochi della XVI Olimpiade che si sono svolti a Melbourne dal 22 novembre all'8 dicembre 1956 
con una delegazione di 63 atleti, di cui 12 donne, impegnati in 10 discipline,
aggiudicandosi 1 medaglia d'oro, 4 medaglie d'argento e 1 medaglia di bronzo.

## Medagliere

### Per discipline
| Sport            | Oro | Argento | Bronzo | Totale |
| ---------------- | --- | ------- | ------ | ------ |
| Atletica leggera | 1   | 0       | 1      | 2      |
| Ciclismo         | 0   | 2       | 0      | 2      |
| Ginnastica       | 0   | 1       | 0      | 1      |
| Tiro             | 0   | 1       | 0      | 1      |
| Totale           | 1   | 4       | 1      | 6      |

### Medaglie
| Medaglia | Atleta                        | Sport            | Evento                          |
| -------- | ----------------------------- | ---------------- | ------------------------------- |
| Oro      | Olga Fikotová                 | Atletica leggera | Lancio del disco femminile      |
| Argento  | Ladislav Fouček               | Ciclismo         | Chilometro da fermo             |
| Argento  | Ladislav Fouček Václav Machek | Ciclismo         | Tandem                          |
| Argento  | Eva Bosáková                  | Ginnastica       | Trave                           |
| Argento  | Otakar Hořínek                | Tiro             | Carabina 50 metri tre posizioni |
| Bronzo   | Jiří Skobla                   | Atletica leggera | Getto del peso maschile         |